# Lakes of the Four Seasons (Indiana)
Lakes of the Four Seasons es un lugar designado por el censo ubicado en el condado de Lake en el estado estadounidense de Indiana. En el Censo de 2010 tenía una población de 7033 habitantes y una densidad poblacional de 876,8 personas por km².

## Geografía
Lakes of the Four Seasons se encuentra ubicado en las coordenadas 41°24′14″N 87°13′17″O / 41.40389, -87.22139. Según la Oficina del Censo de los Estados Unidos, Lakes of the Four Seasons tiene una superficie total de 8.02 km², de la cual 6.94 km² corresponden a tierra firme y (13.43%) 1.08 km² es agua.

## Demografía
Según el censo de 2010, había 7033 personas residiendo en Lakes of the Four Seasons. La densidad de población era de 876,8 hab./km². De los 7033 habitantes, Lakes of the Four Seasons estaba compuesto por el 93.37% blancos, el 1.21% eran afroamericanos, el 0.21% eran amerindios, el 0.97% eran asiáticos, el 0.06% eran isleños del Pacífico, el 2.3% eran de otras razas y el 1.88% pertenecían a dos o más razas. Del total de la población el 8.5% eran hispanos o latinos de cualquier raza.